# 아틀레티코 투쿠만
클루브 아틀레티코 투쿠만(스페인어: Club Atlético Tucumán)는 아르헨티나 산미겔데투쿠만을 연고로 하는 축구팀이다. 이 팀은 1902년에 창단되었으며, 현재 아르헨티나 프리메라 디비시온에 참가하고 있다.

## 선수 명단

### 현역
참고: FIFA 자격 규정에 따라 소속된 국가대표팀 국기를 표시합니다. 선수는 복수의 FIFA 비회원국 국적을 가지고 있을 수 있습니다.
| 번호 | 포지션 | 국적     | 이름              |
| ---- | ------ | -------- | ----------------- |
| 8    | MF     |          | 기예르모 아코스타 |
| 10   | FW     | 우루과이 | 프랑코 니콜라     |

| 번호 | 포지션 | 국적 | 이름          |
| ---- | ------ | ---- | ------------- |
| 37   | MF     |      | 마테오 코로넬 |